# Odprto prvenstvo Avstralije 2004
Odprto prvenstvo Avstralije 2004 je teniški turnir, ki je potekal med 19. januarjem in 1. februarjem 2004 v Melbournu.

## Moški posamično
Roger Federer :  Marat Safin, 7–6(7–3), 6–4, 6–2

## Ženske posamično
Justine Henin-Hardenne :  Kim Clijsters, 6–3, 4–6, 6–3

## Moške dvojice
Michaël Llodra /  Fabrice Santoro :  Bob Bryan /  Mike Bryan, 7–6(7–4), 6–3

## Ženske dvojice
Virginia Ruano /  Paola Suárez :  Svetlana Kuznecova /  Jelena Lihovceva, 6–4, 6–3

## Mešane dvojice
Jelena Bovina /  Nenad Zimonjić :  Martina Navratilova /  Leander Paes, 6–1, 7–6(7–3)